# Super Ligue 2023-2024 (Benin)
La Super Ligue 2023-2024, anche nota come Championnat National 2023-2024, è stata la 44ª edizione della massima serie del campionato di calcio del Benin. La stagione è iniziata il 21 ottobre 2023 e si è conclusa il 23 giugno 2024.
Il Coton è la squadra campione in carica, avendo vinto il suo secondo titolo nella stagione 2022-2023, e si è riconfermata, vincendo il terzo campionato consecutivo. 

## Stagione

### Novità
Al termine della stagione 2022-2023 sono state retrocesse le ultime classificate dei due gironi retrocessione, Energie e Sitatunga. Al loro posto, dalla Ligue 2 sono stati promossi Abeilles e Ainonvi, primi due classificati del campionato.

### Formula
Le 36 squadre partecipanti sono divise in quattro gironi, ognuno da 9 squadre, che giocano con partite di andata e ritorno, per un totale di 16 giornate. 
Al termine di esse, le prime quattro classificate di ogni girone si qualificano per il gruppo scudetto, un ulteriore girone da 16 squadre che giocano andata e ritorno, per un totale di 30 ulteriori giornate. La prima classificata è campione del Benin e si qualifica per la CAF Champions League 2024-2025, mentre la seconda classificata si qualifica per la Coppa della Confederazione CAF 2024-2025.
Le ultime cinque squadre di ognuno dei quattro gironi si qualificano invece per il gruppo retrocessione, diviso in due gironi, ognuno da 10 squadre, che giocano andata e ritorno per un totale di 18 ulteriori giornate. L'ultima classificata di ognuno dei due gironi è retrocessa in Ligue 2.

## Stagione regolare

### Girone A
|  | Pos. | Squadra           | Pt | G  | V | N  | P | GF | GS | DR  |
|  | ---- | ----------------- | -- | -- | - | -- | - | -- | -- | --- |
|  | 1.   | Damissa           | 32 | 16 | 9 | 5  | 2 | 25 | 8  | +17 |
|  | 2.   | Bani Gansé        | 30 | 16 | 8 | 6  | 2 | 22 | 10 | +12 |
|  | 3.   | Cavaliers         | 24 | 16 | 6 | 6  | 4 | 15 | 8  | +7  |
|  | 4.   | Takunnin          | 24 | 16 | 6 | 6  | 4 | 16 | 16 | 0   |
|  | 5.   | Buffles du Borgou | 22 | 16 | 5 | 7  | 4 | 14 | 10 | +4  |
|  | 6.   | Dynamique         | 16 | 16 | 3 | 7  | 6 | 8  | 15 | -7  |
|  | 7.   | Panthères         | 15 | 16 | 3 | 6  | 7 | 9  | 17 | -8  |
|  | 8.   | Dynamo Parakou    | 13 | 16 | 1 | 10 | 5 | 7  | 20 | -13 |
|  | 9.   | Béké              | 11 | 16 | 2 | 5  | 9 | 13 | 25 | -12 |

Legenda:
      Ammesse al Gruppo scudetto
      Ammesse al Gruppo retrocessione
Note:

Tre punti a vittoria, uno a pareggio, zero a sconfitta.
In caso di arrivo di due o più squadre a pari punti, la graduatoria verrà stilata secondo la classifica avulsa tra le squadre interessate che prevede, in ordine, i seguenti criteri:
- Punti generali
- Differenza reti generale
- Reti realizzate in generale
- Partite vinte in generale
- Partite vinte in trasferta
- Punti negli scontri diretti
- Differenza reti negli scontri diretti
- Differenza reti generale
- Sorteggio

### Girone B
|  | Pos. | Squadra         | Pt | G  | V  | N | P  | GF | GS | DR  |
|  | ---- | --------------- | -- | -- | -- | - | -- | -- | -- | --- |
|  | 1.   | Dadjè           | 35 | 16 | 11 | 2 | 3  | 29 | 15 | +14 |
|  | 2.   | Loto-Popo       | 31 | 16 | 9  | 4 | 3  | 28 | 16 | +12 |
|  | 3.   | Dynamo Abomey   | 30 | 16 | 9  | 3 | 4  | 17 | 14 | +3  |
|  | 4.   | Espoir Savalou  | 26 | 16 | 8  | 2 | 6  | 15 | 11 | +4  |
|  | 5.   | Tonnerre Abomey | 22 | 16 | 6  | 4 | 6  | 15 | 18 | -3  |
|  | 6.   | Abeilles        | 21 | 16 | 5  | 6 | 5  | 16 | 17 | -1  |
|  | 7.   | Soleil          | 14 | 16 | 3  | 5 | 8  | 13 | 22 | -9  |
|  | 8.   | Hodio           | 11 | 16 | 2  | 5 | 9  | 10 | 19 | -9  |
|  | 9.   | Réal Sport      | 8  | 16 | 1  | 5 | 10 | 8  | 19 | -11 |

Legenda:
      Ammesse al Gruppo scudetto
      Ammesse al Gruppo retrocessione
Note:

Tre punti a vittoria, uno a pareggio, zero a sconfitta.
In caso di arrivo di due o più squadre a pari punti, la graduatoria verrà stilata secondo la classifica avulsa tra le squadre interessate che prevede, in ordine, i seguenti criteri:
- Punti generali
- Differenza reti generale
- Reti realizzate in generale
- Partite vinte in generale
- Partite vinte in trasferta
- Punti negli scontri diretti
- Differenza reti negli scontri diretti
- Differenza reti generale
- Sorteggio

### Girone C
|  | Pos. | Squadra          | Pt | G  | V  | N | P  | GF | GS | DR  |
|  | ---- | ---------------- | -- | -- | -- | - | -- | -- | -- | --- |
|  | 1.   | Coton            | 33 | 16 | 10 | 3 | 3  | 26 | 26 | +14 |
|  | 2.   | ASPAC            | 30 | 16 | 9  | 3 | 4  | 20 | 20 | +5  |
|  | 3.   | Cotonou          | 30 | 16 | 8  | 6 | 2  | 17 | 17 | +7  |
|  | 4.   | Requins          | 29 | 16 | 8  | 5 | 3  | 18 | 18 | +8  |
|  | 5.   | Ajijas Cotonou   | 21 | 16 | 7  | 0 | 9  | 18 | 18 | +8  |
|  | 6.   | Étoiles Filantes | 18 | 16 | 5  | 3 | 8  | 11 | 11 | -8  |
|  | 7.   | AS Police        | 15 | 16 | 4  | 3 | 9  | 15 | 15 | -9  |
|  | 8.   | Ainonvi          | 13 | 16 | 2  | 7 | 7  | 8  | 8  | -9  |
|  | 9.   | Aziza            | 10 | 16 | 2  | 4 | 10 | 11 | 11 | -10 |

Legenda:
      Ammesse al Gruppo scudetto
      Ammesse al Gruppo retrocessione
Note:

Tre punti a vittoria, uno a pareggio, zero a sconfitta.
In caso di arrivo di due o più squadre a pari punti, la graduatoria verrà stilata secondo la classifica avulsa tra le squadre interessate che prevede, in ordine, i seguenti criteri:
- Punti generali
- Differenza reti generale
- Reti realizzate in generale
- Partite vinte in generale
- Partite vinte in trasferta
- Punti negli scontri diretti
- Differenza reti negli scontri diretti
- Differenza reti generale
- Sorteggio

### Girone D
|  | Pos. | Squadra            | Pt | G  | V | N | P  | GF | GS | DR  |
|  | ---- | ------------------ | -- | -- | - | - | -- | -- | -- | --- |
|  | 1.   | Ayema              | 32 | 16 | 9 | 5 | 2  | 14 | 7  | +7  |
|  | 2.   | Kraké              | 28 | 16 | 8 | 4 | 4  | 17 | 11 | +6  |
|  | 3.   | JS Pobé            | 27 | 16 | 8 | 3 | 5  | 20 | 13 | +7  |
|  | 4.   | Dragons            | 27 | 16 | 7 | 6 | 3  | 21 | 9  | +12 |
|  | 5.   | ASVO               | 22 | 16 | 5 | 7 | 4  | 13 | 12 | +1  |
|  | 6.   | JA Plateau         | 21 | 16 | 5 | 6 | 5  | 21 | 25 | -4  |
|  | 7.   | JS Ouidah          | 16 | 16 | 3 | 7 | 6  | 13 | 17 | -4  |
|  | 8.   | Avrankou Omnisport | 14 | 16 | 3 | 5 | 8  | 15 | 22 | -7  |
|  | 9.   | Djeffa             | 6  | 16 | 1 | 3 | 12 | 10 | 28 | -18 |

Legenda:
      Ammesse al Gruppo scudetto
      Ammesse al Gruppo retrocessione
Note:

Tre punti a vittoria, uno a pareggio, zero a sconfitta.
In caso di arrivo di due o più squadre a pari punti, la graduatoria verrà stilata secondo la classifica avulsa tra le squadre interessate che prevede, in ordine, i seguenti criteri:
- Punti generali
- Differenza reti generale
- Reti realizzate in generale
- Partite vinte in generale
- Partite vinte in trasferta
- Punti negli scontri diretti
- Differenza reti negli scontri diretti
- Differenza reti generale
- Sorteggio

## Gruppo scudetto

### Classifica finale
|                  | Pos. | Squadra        | Pt | G  | V  | N  | P  | GF | GS | DR  |
| ---------------- | ---- | -------------- | -- | -- | -- | -- | -- | -- | -- | --- |
| Benin (bandiera) | 1.   | Coton          | 51 | 24 | 15 | 6  | 3  | 26 | 10 | +16 |
|                  | 2.   | Dadjè          | 47 | 24 | 14 | 5  | 5  | 30 | 19 | +11 |
|                  | 3.   | Loto-Popo      | 42 | 24 | 11 | 9  | 4  | 26 | 14 | +12 |
|                  | 4.   | Bani Gansé     | 39 | 24 | 11 | 6  | 7  | 28 | 23 | +5  |
|                  | 5.   | Dragons        | 36 | 24 | 10 | 6  | 8  | 20 | 20 | 0   |
|                  | 6.   | Dynamo Abomey  | 33 | 24 | 8  | 9  | 7  | 28 | 26 | +2  |
|                  | 7.   | Damissa        | 32 | 24 | 9  | 5  | 10 | 29 | 25 | +4  |
|                  | 8.   | ASPAC          | 31 | 24 | 7  | 10 | 7  | 16 | 19 | -3  |
|                  | 9.   | Cavaliers      | 30 | 24 | 7  | 9  | 8  | 27 | 26 | +1  |
|                  | 10.  | Espoir Savalou | 30 | 24 | 8  | 6  | 10 | 21 | 23 | -2  |
|                  | 11.  | Kraké          | 28 | 24 | 6  | 10 | 8  | 23 | 27 | -4  |
|                  | 12.  | Takunnin       | 26 | 24 | 7  | 5  | 12 | 20 | 28 | -8  |
|                  | 13.  | Cotonou        | 25 | 24 | 6  | 7  | 11 | 22 | 27 | -5  |
|                  | 14.  | Ayema          | 24 | 24 | 6  | 6  | 12 | 16 | 22 | -6  |
|                  | 15.  | JS Pobé        | 24 | 24 | 6  | 6  | 12 | 18 | 30 | -12 |
|                  | 16.  | Requins        | 20 | 24 | 3  | 11 | 10 | 19 | 30 | -11 |

Legenda:
      Campione del Benin e qualificata per la CAF Champions League 2024-2025
      Qualificata per la Coppa della Confederazione CAF 2024-2025
Note:

Tre punti a vittoria, uno a pareggio, zero a sconfitta.